# Parelectra
Parelectra là một chi bướm đêm thuộc họ Noctuidae.